# フェルナン・クーティ
フェルナン・クーティ（Fernand Courty、1862年6月11日 - 1921年10月12日）は、フランスの天文学者。
1880年にジョルジュ・ライエにより設立されたボルドー天文台でライエの下で助手として働き、2つの小惑星を発見した。また彼は気象観測も行った。